# Liste des conseillers de Paris (1995-2001)
Cet article regroupe les 163 conseillers de Paris pour 1995-2001.

## Liste des conseillers de Paris
| Nom                                                                      |  | Groupe     | Arrondissement |
| ------------------------------------------------------------------------ |  | ---------- | -------------- |
| Michel Caldaguès                                                         |  | RPR        | 1er            |
| Alain Le Garrec                                                          |  | PS         | 1er            |
| Jean-François Legaret                                                    |  | RPR        | 1er            |
| Alain Dumait                                                             |  | DVD        | 2e             |
| Benoite Taffin                                                           |  | UDF        | 2e             |
| Pierre Schapira                                                          |  | PS         | 2e             |
| Malvina Pin                                                              |  | PS         | 3e             |
| Jacques Dominati                                                         |  | UDF        | 3e             |
| Pierre Aidenbaum                                                         |  | PS         | 3e             |
| Dominique Bertinotti                                                     |  | PS         | 4e             |
| Pierre-Charles Krieg (décédé le 6 juin 1998)                             |  | RPR        | 4e             |
| Claude Roland (remplace P.Ch.Krieg)                                      |  | RPR        | 4e             |
| Lucien Finel                                                             |  | UDF        | 4e             |
| Jean-Charles Bardon                                                      |  | RPR        | 5e             |
| Jean Tibéri                                                              |  | RPR        | 5e             |
| Marie-Chantal Bach                                                       |  | UDF        | 5e             |
| Roger Romani                                                             |  | RPR        | 5e             |
| Jean-Pierre Lecoq                                                        |  | RPR        | 6e             |
| Alice Saunier-Seïté                                                      |  | UDF        | 6e             |
| Alain Morell                                                             |  | PS         | 6e             |
| Martine Aurillac                                                         |  | RPR        | 7e             |
| Jean-Philippe Hubin                                                      |  | RPR        | 7e             |
| Michel Kollitsch (démission le 15 avril 1998)                            |  | RPR        | 7e             |
| Yves Pozzo di Borgo (remplace M. Kollitsch)                              |  | DVD        | 7e             |
| Michel Roussin                                                           |  | RPR        | 7e             |
| Patrick-Olivier Picourt                                                  |  | UDF        | 7e             |
| Philippe Dominati                                                        |  | UDF        | 8e             |
| François Lebel                                                           |  | RPR        | 8e             |
| Marie-Thérèse Hermange                                                   |  | RPR        | 8e             |
| Jacques Bravo                                                            |  | PS         | 9e             |
| Gabriel Kaspereit                                                        |  | RPR        | 9e             |
| Vincent Reina                                                            |  | RPR        | 9e             |
| Marc-Henri Cassagne                                                      |  | UDF        | 9e             |
| Olga Trostiansky                                                         |  | PS         | 10e            |
| Claude-Gérard Marcus                                                     |  | RPR        | 10e            |
| Sylvie Scherer                                                           |  | Ecologiste | 10e            |
| Tony Dreyfus                                                             |  | PS         | 10e            |
| Alain Lhostis                                                            |  | PCF        | 10e            |
| Michel Ottaway                                                           |  | PS         | 10e            |
| Patrick Bloche                                                           |  | PS         | 11e            |
| Liliane Capelle                                                          |  | MDC        | 11e            |
| Gérald Guelton                                                           |  | UDF        | 11e            |
| Alain Devaquet                                                           |  | RPR        | 11e            |
| Danièle Hoffman-Rispal                                                   |  | PS         | 11e            |
| Lucien Bellity (décédé le 24 avril 1997)                                 |  | MDC        | 11e            |
| Françoise-Soizik Moreau (remplace L.Bellity)                             |  | MDC        | 11e            |
| Mireille Flam                                                            |  | PS         | 11e            |
| Georges Sarre                                                            |  | MDC        | 11e            |
| Eric Ferrand                                                             |  | MDC        | 11e            |
| Cécile Silhouette                                                        |  | Ecologiste | 11e            |
| Michel Vion                                                              |  | PCF        | 11e            |
| Camille Cabana                                                           |  | RPR        | 12e            |
| Suzanne Decressac-Despujols                                              |  | RPR        | 12e            |
| Jean de Gaulle                                                           |  | RPR        | 12e            |
| Victor Izrael                                                            |  | UDF        | 12e            |
| Jean-François Pernin                                                     |  | UDF        | 12e            |
| Gérard Rey                                                               |  | PS         | 12e            |
| Claude-Annick Tissot                                                     |  | RPR        | 12e            |
| Jean-Pierre Burriez                                                      |  | UDF        | 12e            |
| Jean-Pierre Bechter                                                      |  | RPR        | 12e            |
| Michèle Blumenthal                                                       |  | PS         | 12e            |
| Jacques Toubon                                                           |  | RPR        | 13e            |
| Patrick Trémège                                                          |  | UDF        | 13e            |
| Serge Blisko                                                             |  | PS         | 13e            |
| Christian Cabrol                                                         |  | RPR        | 13e            |
| Brigitte Mariani                                                         |  | UDF        | 13e            |
| Jean-Michel Michaux                                                      |  | UDF        | 13e            |
| Gisèle Moreau                                                            |  | PCF        | 13e            |
| Pierre Geny                                                              |  | RPR        | 13e            |
| Jean-Pierre Payrau                                                       |  | RPR        | 13e            |
| Xavier Bordet                                                            |  | RPR        | 13e            |
| Anne-Marie Couderc                                                       |  | RPR        | 13e            |
| Jean-Jacques Andrieux                                                    |  | RPR        | 13e            |
| Jean-Marie Le Guen                                                       |  | PS         | 13e            |
| Claude Griscelli                                                         |  | RPR        | 14e            |
| Yves Ogé                                                                 |  | UDF        | 14e            |
| Lionel Assouad                                                           |  | RPR        | 14e            |
| Marinette Bache                                                          |  | MDC        | 14e            |
| Nicole Catala                                                            |  | RPR        | 14e            |
| Pierre Castagnou                                                         |  | PS         | 14e            |
| Pierre Dangles                                                           |  | RPR        | 14e            |
| Bernard Plasait                                                          |  | UDF        | 14e            |
| Pascal Vivien                                                            |  | RPR        | 14e            |
| Adrien Bedossa                                                           |  | RPR        | 14e            |
| Edouard Balladur                                                         |  | RPR        | 15e            |
| Claude Fleutiaux (démission le 30 mars 1998)                             |  | PS         | 15e            |
| Jean-Jacques Danton (remplace C.Fleutiaux)                               |  | PS         | 15e            |
| Jean-Antoine Giansily                                                    |  | RPR        | 15e            |
| Laure Schneiter                                                          |  | Ecologiste | 15e            |
| Jean-Marc Boulenger de Hauteclocque                                      |  | RPR        | 15e            |
| Danièle Bouvelot née Saget                                               |  | RPR        | 15e            |
| René Galy-Dejean                                                         |  | RPR        | 15e            |
| Philippe Goujon                                                          |  | RPR        | 15e            |
| Hélène Macé de Lépinay                                                   |  | RPR        | 15e            |
| Alain Destrem                                                            |  | UDF        | 15e            |
| Richard Kubicz                                                           |  | UDF        | 15e            |
| Alain Bise                                                               |  | RPR        | 15e            |
| Jean Chérioux                                                            |  | RPR        | 15e            |
| Alain Hubert                                                             |  | PS         | 15e            |
| Lucien Rebuffel                                                          |  | RPR        | 15e            |
| Claude-Henri Villette (décédé le 11 novembre 1996)                       |  | UDF        | 15e            |
| Jeanne Chabaud (remplace C.H.Villette)                                   |  | RPR        | 15e            |
| Jean-Charles de Vincenti                                                 |  | UDF        | 15e            |
| Pierre Gaboriau                                                          |  | UDF        | 16e            |
| Danièle Giazzi                                                           |  | RPR        | 16e            |
| Marie-Thérèse Junot                                                      |  | RPR        | 16e            |
| Jean-Yves Mano                                                           |  | PS         | 16e            |
| Jean Méo                                                                 |  | RPR        | 16e            |
| Dominique Cane                                                           |  | RPR        | 16e            |
| Jean-Loup Morlé                                                          |  | UDF        | 16e            |
| Georges Mesmin                                                           |  | DVD        | 16e            |
| Jean-Louis Giral                                                         |  | RPR        | 16e            |
| Pierre-Christian Taittinger                                              |  | UDF        | 16e            |
| Gilbert Gantier                                                          |  | UDF        | 16e            |
| Claude Goasguen                                                          |  | UDF        | 16e            |
| Gérard Leban                                                             |  | RPR        | 16e            |
| Philippe Lafay                                                           |  | RPR        | 17e            |
| Bernard Pons                                                             |  | RPR        | 17e            |
| Hervé Benessiano                                                         |  | UDF        | 17e            |
| Laurence Douvin                                                          |  | UDF        | 17e            |
| Manuel Diaz                                                              |  | RPR        | 17e            |
| Elisabeth Larrieu                                                        |  | PS         | 17e            |
| Yves Galland                                                             |  | UDF        | 17e            |
| Daniel Méraud                                                            |  | RPR        | 17e            |
| Jean-Pierre Reveau                                                       |  | FN         | 17e            |
| Isabelle de Kerviler                                                     |  | UDF        | 17e            |
| Françoise de Panafieu                                                    |  | RPR        | 17e            |
| Pierre Rémond                                                            |  | RPR        | 17e            |
| Alain Rivron                                                             |  | RPR        | 17e            |
| Christophe Caresche                                                      |  | PS         | 18e            |
| Yvette Davant                                                            |  | PS         | 18e            |
| Mireille Marchioni                                                       |  | PCF        | 18e            |
| Jean-Pierre Pierre-Bloch                                                 |  | UDF        | 18e            |
| Roger Chinaud                                                            |  | UDF        | 18e            |
| Claudine Bouygues                                                        |  | PS         | 18e            |
| Claude Estier                                                            |  | PS         | 18e            |
| Maryse Le Moel                                                           |  | PS         | 18e            |
| Jean Wlos                                                                |  | PCF        | 18e            |
| Jean-Louis Debré (démission le 4 décembre 1997)                          |  | RPR        | 18e            |
| Anne-France Chantalat (remplace J.L.Debré) (démission le 8 janvier 1998) |  | RPR        | 18e            |
| Claude Lambert (remplace A.F.Chantalat)                                  |  | RPR        | 18e            |
| Daniel Vaillant                                                          |  | PS         | 18e            |
| Eric Arnaud                                                              |  | PS         | 18e            |
| Bertrand Delanoé                                                         |  | PS         | 18e            |
| Jean-Christophe Cambadélis                                               |  | PS         | 19e            |
| Martine Durlach                                                          |  | PCF        | 19e            |
| Daniel Marcovitch                                                        |  | PS         | 19e            |
| Jean-François Blet                                                       |  | Ecologiste | 19e            |
| Michel Bulté                                                             |  | RPR        | 19e            |
| Jacques Féron                                                            |  | RPR        | 19e            |
| Roger Madec                                                              |  | PS         | 19e            |
| Michel Turoman                                                           |  | PCF        | 19e            |
| Annick Bouchara                                                          |  | UDF        | 19e            |
| François Dagnaud                                                         |  | PS         | 19e            |
| Bernard Deleplace                                                        |  | PS         | 19e            |
| Gisèle Stievenard                                                        |  | PS         | 19e            |
| Françoise Durand                                                         |  | PS         | 20e            |
| Pierre Mansat                                                            |  | PCF        | 20e            |
| Alain Riou                                                               |  | PS         | 20e            |
| Henri Malberg                                                            |  | PCF        | 20e            |
| Martine Billard                                                          |  | Ecologiste | 20e            |
| Bertrand Bret                                                            |  | PS         | 20e            |
| Michel Charzat                                                           |  | PS         | 20e            |
| Paul Aurelli                                                             |  | RPR        | 20e            |
| Jean-Yves Autexier                                                       |  | MDC        | 20e            |
| Didier Bariani                                                           |  | UDF        | 20e            |
| Arlette Braquy                                                           |  | UDF        | 20e            |
| Marie-France Gouriou                                                     |  | PS         | 20e            |
| Katia Lopez                                                              |  | PS         | 20e            |

(Source : Open Data Paris)

## Liste des adjoints au maire
Pour le mandat 1995-2001, le maire de Paris (Jean Tiberi, RPR) avait 38 adjoints au début du mandat. Il y a 16 adjoints UDF : 
- Jacques Dominati, premier adjoint (groupe UDF).
- Anne-Marie Couderc, chargée de l'urbanisme (groupe RPR).
- Roger Romani, chargé de la questure (groupe RPR).
- Claude Goasguen, chargé des affaires scolaires et universitaires.
- Françoise de Panafieu, chargée des parcs, jardins et espaces verts.
- Yves Galland, chargé de l'architecture.
- Jean-Louis Debré, chargé de la vie locale.
- Jacques Toubon, adjoint sans délégation.
- Didier Bariani, chargé des quartiers sensibles.
- Michel Bulté, chargé de la construction et du logement.
- Alain Devaquet, chargé des droits de l'Homme
- Claude-Gérard Marcus, chargé de l'affichage et de la publicité.
- Philippe Goujon, chargé de la sécurité et de la prévention.
- Hélène Macé de Lépinay, chargée de la culture.
- Michel Roussin, chargé de la francophonie.
- Camille Cabana, chargé des finances (groupe RPR).
- Jean-Antoine Giansily, chargé du contrôle des sociétés d'économie mixte.
- Jean-François Legaret, chargé du contrôle du domaine et des concessions (groupe RPR).
- Marie-Thérèse Hermange, chargée des affaires sociales.
- Bernard Plasait, chargé de la circulation